# Tankesport (förlag)
Tankesport är en svensk tidningsutgivare av korsordsmagasin. De erbjuder klurig underhållning i form av kryss och korsord i olika svårighetsgrader, sudoku, sökord och olika pyssel för alla åldrar - både i tidningsformat och digitalt.
Tankesport ägs av Keesing Sverige, som är den svenska verksamheten inom Keesing Media Group. Tankesport ger ut ett 60-tal olika krysstidningar. 
Bland de mest lästa korsordstidningarna som utges av förlaget finns:
- Bra Korsord
- Knep & Knåp
- Kors & Tvärs
- Krysset
- Lyckokryss
- Mästarkryss
- Nybörjarkryss
- Sverigekrysset
- Veckokryss

Flera av titlarna har under många år getts ut i regi av främst Bonnier Magazines & Brands och Aller Media, och förvärvades i samband med att Keesing Media Group etablerade sig i Sverige 2018.